# 南薩吉諾鎮區 (密歇根州)
南薩吉諾鎮區（英語：Saginaw Township South）是位於美國密歇根州薩吉諾縣薩吉諾特設鎮區的一個普查規定居民點。

## 人口
根據2020年美國人口普查的數據，南薩吉諾鎮區的面積為18.20平方千米，當中陸地面積為17.90平方千米，而水域面積為0.30平方千米。當地共有人口13801人，而人口密度為每平方千米758.3人。